# President d'Eslovènia
El President d'Eslovènia (eslovè: Predsednik Slovenije) és el cap d'estat d'Eslovènia.

## Presidents de la República Socialista d'Eslovènia (1943-1991)
La República Socialista d'Eslovènia fou l'Estat socialista que formava part de la ja extinta República Federal Socialista de Iugoslàvia, predecessor de la moderna Eslovènia.

### Cap delFront d'Alliberament de la Nació Eslovena
- Josip Vidmar (3 d'octubre de 1943 - 19 de febrer de 1944)

### President del Presidium del Consell d'Alliberament del Poble Eslovè
- Josip Vidmar (19 de febrer de 1944 - 1945)

### President del Presidium de l'Assemblea Popular
- Josip Vidmar (1945 - març de 1953)

### Presidents de l'Assemblea Popular
- Miha Marinko (Desembre de 1953 - 1962)
- Vida Tomšič (1962 - 1963)
- Viktor Avbelj (1963 - 1965)
- Ivan Maček (1965 - 1967)
- Sergej Kraigher (1967 - 1973)
- Tone Kropušek (1973 - 1974)
- Marjan Brecelj (1974)

### Presidents de la Presidència
La Constitució de 1974 atorga a la presidència el nom de President de la Presidència de la República Socialista d'Eslovènia (Eslovè:Predsednik Predsedstva Socialistične republike Slovenije).
- Sergej Kraigher (Maig de 1974 - maig de 1979)
- Viktor Avbelj-Rudi (Maig de 1979 - 7 de maig de 1982)
- Franc Popit (7 de maig de 1982 - maig de 1988)
- Janez Stanovnik (Maig de 1988 - 10 de maig de 1990)
- Milan Kučan (10 de maig de 1990 - 23 de desembre de 1991)

## Presidents de la República d'Eslovènia (1991-actualitat)
A la nova Constitució va abolir l'antic nombrament al president de 1974, i es va passar a dir President de la República d'Eslovènia (Eslovè:Predsednik Republike Slovenije). Les primeres eleccions presidencials van ser el 1992.
|         | President                  | President         | Inici del mandat       | Fi del mandat          | Partit   |
| ------- | -------------------------- | ----------------- | ---------------------- | ---------------------- | -------- |
| 5. (1.) | Milan Kučan (1941-)        | Milan Kučan       | 23 de desembre de 1991 | 22 de desembre de 2002 | ¹        |
| 6. (2.) | Janez Drnovšek (1950-2008) | Janez Drnovšek    | 22 de desembre de 2002 | 22 de desembre de 2007 | LDS/GPR² |
| 7. (3.) | Danilo Türk (1952-)        | Danilo Türk       | 23 de desembre de 2007 | 22 de desembre de 2012 | 3        |
| 8. (4.) | Borut Pahor (1963-)        | Borut Pahor       | 22 de desembre de 2012 | 22 de desembre de 2022 | SD       |
| 9. (5.) | Nataša Pirc Musar (1968-)  | Nataša Pirc Musar | 22 de desembre de 2022 |                        | 3        |

- ¹A les eleccions del 8 i 22 d'abril de 1990, Milan Kučan es presentà amb el suport del Partit de la Renovació Democràtica-Aliança Socialista d'Eslovènia (com a plataforma continuadora de la Lliga dels Comunistes d'Eslovènia).
- ² El 30 de gener de 2006, Janez Drnovšek, deixà el partit Liberal Democràcia d'Eslovènia i fundà el Moviment per la Justícia i el Desenvolupament (GPR).
- 3 Danilo Türk es presentà com a independent, però recolzat per Socialdemòcrates, pel Partit Democràtic dels Pensionistes d'Eslovènia, per Zares-Nova Política i per Eslovènia Activa.